# Сейсмічність Росії
Сейсмічність Росії
На території Північної Євразії всі геодинамічні і сейсмічні процеси тісно пов'язані з взаємодією восьми великих літосферних плит – Євразійської, Африканської, Аравійської, Індостанської, Китайської, Тихоокеанічної, Охотоморської і Північноамериканської. Вогнища землетрусів найчастіше пов'язані з рухливими зонами розломів, які обмежують платформи, плити та окремі блоки земної кори. Більша частина території Росії зайнята древніми платформами – Східно-Європейською та Сибірською. В їх межах вогнища сильних землетрусів відсутні. 
Невеликі локальні землетруси  (до 6 балів) виникають на Воронезькому щиті, на північному сході Російської плити, в Передураллі. 
Західно-Сибірська плита практично асейсмічна (іноді бувають коливання земної поверхні до 3-6 балів, наприклад в Тюмені, 1904 р. – М = 5,8). Високою сейсмічною активністю виділяється регіон Кавказу. На Таманському півострові та на Північному Кавказі у ХХ ст. найсильнішим були землетруси:  Кубанський, 1926 р. – М = 5,4 та Анапський землетрус 1966 року – М = 5,8. Урало-Сибірська та Амуро-Охотська зони Урало-Охотського геосинклінального поясу сейсмічно мало- і середньоактивні. Слабкі землетруси відбуваються на Середньому Уралі (1914, Єкатеринбург). 
На східній околиці Урало-Охотського поясу, в Забайкаллі та Амуро-Охотській системі відбуваються землетруси М = 5,5-6. Активними є тектонічні прроцеси на о. Сахалін та в зоні шельфу. В межах серединно-океанічних рифтових зон Арктичного басейну, які тягнуться до устя р. Лена, виділена зона можливих вогнищ землетрусів з М = 6-7. Для Байкальської системи рифтів характерна  висока сейсмічність. Високосейсмічні Верхньочукотська складчаста область та Момський рифт, де виділені зони вогнищ землетрусів з магнітудою від 6,1 до 7.
Сейсмічна діяльність біля тихоокеанського узбережжя Камчатки, Курильських островів та північно-східної Японії досягає найвищого на Землі рівня. У районі Камчатської затоки і Командорських островів розташована область стику Курило-Камчатської і Алеутської острівних дуг, яка належить до найбільших тектонічних вузлів світу. Сюди ж підходить і великий підводний хребет Імператорських гір. У цьому ж районі знаходиться найрізкіший перетин глибоководних жолобів у світі, а також один з могутніх магматичних центрів світу – Ключевська група вулканів. Поблизу східних берегів Камчатки і Курил розташовані зони можливих землетрусів з М>8. Тут в областях контакту літосфери континенту та океану відбуваються активні тектонічні процеси. Вогнища землетрусів М>8 локалізовані на глибині 10-80 км у вузькій смузі між океанічним жолобом та шельфом. Фокальна зона занурюється на захід на глибину до 600 км (Охотське море), утворюючи осередкову зону Заварицького-Беньоффа. 
На Курилах за останні 100 років відбулося 8 землетрусів з М>8. В цьому ж сейсмічному поясі знаходиться і Камчатка (у 1952 тут зафіксовано землетрус з М = 8,5).